# Sandrine François
Sandrine François (nacida en diciembre de 1980, París) es una cantante francesa.

## Carrera
Aficionada a la música desde muy pequeña, escucha y aprende de sus ídolos, Whitney Houston, Tracy Chapman, Aretha Franklin, Céline Dion y Lara Fabian. Deja sus estudios de dibujo y pintura para dedicarse por completo a su verdadera pasión, la música. 
Después de unos comienzos difíciles, entre grupos y audiciones, es descubierta por un equipo de televisión durante una actuación en un pub. Le proponen participar en el programa La vie à l’Endroit de la presentadora Mireille Dumas. Su paso por la televisión le abre las puertas al mundo de la música. Firma con una casa de discos que le ofrece la posibilidad de grabar un álbum. Eric Benzi, colaborador de estrellas como Céline Dion, acepta trabajar para Sandrine. De esta colaboración nacerán las canciones que compondrán el álbum Et si le monde.

## Su paso por Eurovisión
Sandrine pasó por en el Festival de la Canción de Eurovisión 2002. Fue Patrick Bruel quien se fijó en ella y le propuso representar a Francia en la 47.ª edición del festival. Sandrine interpretó el tema “Il faut du temps”.
Actuó 17.ª, de 24 canciones. El idioma en el que cantó la canción es en francés y el significado del título en español quiere decir "Lleva tiempo". Al igual que el año anterior, Francia consigue una buena calificación. Quedó quinta, con 104 puntos que fueron otorgados de la siguiente manera:
| ......Participante..... | Pts. | Bandera de Finlandia | Bandera del Reino Unido | Bandera de Suiza | Bandera de Bélgica | Bandera de España | Bandera de Suecia | Bandera de Bosnia y Herzegovina | Bandera de Israel | Bandera de Alemania | Bandera de Dinamarca | Bandera de Lituania | Bandera de Rumania | Bandera de Grecia | Bandera de Estonia | Bandera de Eslovenia | Bandera de Letonia |
| ----------------------- | ---- | -------------------- | ----------------------- | ---------------- | ------------------ | ----------------- | ----------------- | ------------------------------- | ----------------- | ------------------- | -------------------- | ------------------- | ------------------ | ----------------- | ------------------ | -------------------- | ------------------ |
| Francia                 | 104  | 12                   | 10                      | 10               | 10                 | 8                 | 8                 | 8                               | 7                 | 6                   | 5                    | 5                   | 4                  | 3                 | 3                  | 3                    | 2                  |